# Rhyacophila pseudotristis
Rhyacophila pseudotristis är en nattsländeart som beskrevs av Kumanski 1987. Rhyacophila pseudotristis ingår i släktet Rhyacophila och familjen rovnattsländor. Inga underarter finns listade i Catalogue of Life.